# Decimus Haterius Agrippa
Decimus Haterius Agrippa (gestorben nach 32) war ein römischer Politiker und Senator im frühen 1. Jahrhundert n. Chr.
Haterius Agrippa war vermutlich der Sohn, eventuell aber auch der Enkel des homo novus Quintus Haterius, des Suffektkonsuls des Jahres 15 v. Chr. Im Jahr 15 war er Volkstribun und erhob in dieser Funktion Einspruch gegen den vor dem römischen Senat eingebrachten Antrag, das Züchtigungsrecht der Prätoren gegen Schauspieler wieder einzuführen. Anlass waren die zuvor wiederkehrenden Ausschreitungen während der Theateraufführungen. Dem Einspruch wurde gefolgt, da es der 14 n. Chr. gestorbene Augustus gewesen war, der die Prügelstrafe für Schauspieler abgeschafft hatte, Tiberius aber dessen Regelung nicht aufheben wollte. Als der Prätor Vipstanus Gallus im Jahr 17 starb, wurde Haterius Agrippa an dessen Stelle nachgewählt. Allerdings ging dem ein Streit zwischen Germanicus und dem jüngeren Drusus auf der einen, dem Senat auf der anderen Seite voraus. Das Gesetz sah vor, dass die Kinderzahl bei den Wahlen ausschlaggebend sein sollte. Doch war Haterius mit Germanicus verwandt, was letztlich den – wenn auch knappen – Ausschlag gab. Ronald Syme schloss aus der überlieferten verwandtschaftlichen Beziehung zu Germanicus, dass Haterius’ Mutter eine Vipsania aus der Ehe Agrippas mit Caecilia Attica und folglich eine Schwester der ersten Ehefrau des Tiberius, Vipsania Agrippina, war.
Im Jahr 21, Haterius war consul designatus, forderte er im Prozess gegen den römischen Dichter Clutorius Priscus die Todesstrafe. Bis auf die Senatoren Manius Aemilius Lepidus und Gaius Rubellius Blandus folgte der Senat diesem Antrag, der umgehend und in Abwesenheit des Kaisers Tiberius umgesetzt wurde. Als Tiberius, nach Rom zurückgekehrt, von dem Prozess und seinem Ausgang erfuhr, war er wegen der Nichtigkeit der Anklage und der Schwere der Strafe verärgert, kritisierte Haterius Agrippa aber nicht persönlich. Auf Veranlassung des Tiberius beschloss der Senat, Todesurteile zehn Tage am Aerarium aushängen zu lassen, bevor sie vollstreckt werden konnten, und dem Kaiser die Entscheidungsgewalt über Gnade oder Todesstrafezu übertragen. Zusammen mit Gaius Sulpicius Galba trat Haterius den Konsulat für das Jahr 22 an.
Ein letztes Mal trat Haterius im Jahr 32 in Erscheinung. Im Zusammenhang mit den Vorkommnissen um Lucius Aelius Seianus, der 31 hingerichtet wurde, klagte Haterius die Konsuln des Jahres 31, Lucius Fulcinius Trio und Publius Memmius Regulus, an, den Grad der Beteiligung des Fulcinius nicht ordentlich ermittelt und offengelegt, stattdessen lieber geschwiegen zu haben. Haterius, der mit seinen Klagen nicht durchdrang, machte sich laut Tacitus dadurch noch verhasster.
Haterius hatte wenigstens einen Sohn, den Konsul des Jahres 53, Quintus Haterius Antoninus, möglicherweise aus der Ehe mit Domitia, der Tochter der älteren Antonia.